# Mistr z Alkmaaru
Mistr z Alkmaaru, znám také jako Cornelis Buys I., byl holandský malíř působící kolem Alkmaaru na začátku šestnáctého století.

## Život a dílo
Jeho jméno je odvozeno z oltáře sestávajícího ze sedmi panelových obrazů o celkové šíři téměř 5 metrů, který objednalo bratrstvo Svatého ducha pro kostel svatého Vavřince v Alkmaaru. Tato série maleb z roku 1504 je nazvána Sedm skutků milosrdenství a je v majetku Rijksmusea v Amsterdamu. Dílo připomíná svým charakterem oltář malíře Geertgena tot Sint Janse ve špitálu Sv. Ducha v Haarlemu (nezachováno) a malby jeho následovníka Jan Mostaerta. Má jasné barvy a postavy na jednotlivých dílech panelu jsou ranou ukázkou holandské záliby ilustrovat každodenní život v domácnosti a na ulici.
Umělečtí historici uvádějí možnost, že Mistr z Alkmaaru je totožný s Cornelisem Buys I., bratrem Jacoba Cornelisze van Oostsanen, který pracoval v Alkmaaru mezi roky 1490 a 1524. Někteří soudí, že autorem by mohl být také malíř Pieter Gerritsz, pocházející z holandského města Haarlemu, který zde pobýval od roku 1502. Roku 1518 dostal zaplaceno za obraz pro kostel sv. Bavona v Haarlemu. Jeho jméno je uvedeno v záznamech kláštera benediktinského opatství Egmond a kostela Svatého Vavřince v Alkmaaru v období od roku 1515 do roku 1529.

### Připisovaná díla
- Oltářní křídla se sv. Jakubem a Marií Magdalénou a 17 portréty donátorů, kolem roku 1490, Alkmaar, Stedelijk Museum
- Sv. Kateřina a sv. Anežka, asi 1510, olej na dřevě
- St. Uršula a sv. Godeleva, asi 1510, olej na desce
- Dirck Borre van Amerongen (asi 1438–1527) a jeho žena, olej na desce 21 x 38 cm, Museum Boijmans Van Beuningen
- Portrét Hendrika IV van Naaldwijka, asi 1510, Rijksmuseum Amsterdam
- Portrét hraběte Johanna von Egmonda a jeho manželky Magdaleny, hraběnky z Werdenbergu, Metropolitan Museum of Art New York
- Scény ze života sv. Jáchyma a Anny (triptych), Frans Hals Museum, Haarlem
- Klanění tří králů, Mauritshuis, La Haye
- Panna Maria s dítětem a sv. Annou, Bristol Museum and Art Gallery